# Загряжские
Загряжские (Загрязские, Загряские) — древний русский дворянский род татарского происхождения.
При подаче документов (05 июня 1686), для внесения рода в Бархатную книгу, была предоставлена родословная роспись Загряжских, три царские грамоты (1570—1580), вотчинная жалованная грамота (1623) на вотчину в Калужском уезде и память из Посольского приказа в Палату родословных дел с выпиской из посольских книг о посольских службах Загряжских (1492—1553).
Род внесён в VI часть родословных книг Калужской, Московской, Смоленской, Тверской, Тульской, Херсонской и Ярославской губерний.

## Происхождение и история рода
К великому князю Дмитрию Ивановичу Донскому, выехал из Золотой Орды  «мужа честна, свойственник царя Ордынского»,  татарин Исахар (Исахан), а по крещению названный Гавриилом, был он при великом князе «ближним человеком», пожалован вотчинами близ Вереи и Боровска, великий князь выдал за него свою двоюродную сестру по матери. Сын их Антон Гаврилович служил наместником можайским и великий князь Василий Дмитриевич повелел писаться ему Загряжским.
Достоверная история рода начинается с нескольких братьев Загряжских, которые выполняли дипломатические поручения Ивана III и его сына Василия III. В XVI—XVII веках многие Загряжские служили воеводами и стольниками.
Генерал-аншеф Артемий Загряжский (1675—1754) командовал войсками в Воронежской губернии. Его сын Александр (1716-86), взяв в жёны внучку гетмана П. Дорошенко, унаследовал принадлежавшее ему село Ярополец, где выстроил одну из лучших усадеб Подмосковья. В екатерининское время Загряжские обладали положением в обществе благодаря родству (по матери) с князем Потёмкиным.
Вероятно, что от этого рода отделились 2 ветви Загряжских;
1. Загряжский Фёдор — алатарский рейтар, жил во 2-й половине XVII столетия, женат на Коровиной, их сын Иван Фёдорович переведён рейтаром в Смоленск (1690). Эта ветвь внесена в дворянскую родословную книгу Смоленской губернии.
2. Загряжский Иван Семёнович. Его сын Пётр Иванович (1749-1818) отставной гвардии капитан-поручик, назначен директором Пахринского конного завода и членом Конской экспедиции с чином коллежский советник (1799), действительный статский советник, шталмейстер и директор пяти дворцовых конских заводов (31 октября 1799).

## Описание гербов
В Гербовнике Анисима Титовича Князева 1785 года имеется изображение двух печатей с гербами представителей рода Загряжских:
1. Герб генерал-поручика, попечителя Императорского воспитательного дома в С-Петербурге Александра Артемьевича Загряжского (1716—1786): в золотом поле щита, имеющего овальную форму, изображено, вертикально, поочерёдно: жёлтые — саадак с луком, колчан со стрелами, курительница. Щит увенчан коронованным дворянским шлемом с шейным клейнодом. Нашлемник: три страусовых пера. Щитодержатели: справа — золотой лев, а слева — гриф. Вокруг щита орденская лента с орденом Святого Андрея Первозванного, и два орденских креста на лентах. Вокруг щита военная арматура в виде пушек и знамён.
2. Герб гвардии секунд-майора Николая Артемьевича Загряжского (1729—1792) женатого на княжне Анастасии Михайловне Голицыной: в золотом поле щита, имеющим овальную форму изображены, вертикально, поочерёдно: желтые — саадак с луком, колчан со стрелами и курительница. Щит увенчан коронованным дворянским шлемом без шейного клейнода. Нашлемник: пять страусовых пера. Щитодержатели: два чёрных медведя, стоящие на постаменте в виде фигурной виньетки и мордами обращенные друг от друга[7].

## Известные представители
- Загряжский Давыд Антоньевич — жил в правление Ивана III Васильевича.
- Григорий Юрьевич - († 1498) Погребен в Спасо-Андрониковом монастыре в Москве
- Дмитрий Данилович  — посол в Литву (1493 и 1503), к великому магистру тевтонского ордена.
- Фёдор Давыдович Мосол — сын боярский, сопровождал в Литву великую княжну Елену Иоанновну (1495).
- Дмитрий Давыдович († 1518), «ближний человек», посол в Литву (1493, 1500, 1503) и к великому магистру Тевтонского ордена Альбрехту (1517), волоцкой князь Фёдор Борисович завещал ему «чалого иноходца» (1513).
- Даниил Дмитриевич († 1537)— посол в Крым (1535), перестраивал и укреплял Великий Устюг (1536).
- Григорий Иванович — дьяк, послан в Новгород с повелением поставить деревянный город на Софийской стороне (весна 1534), воевода в Полоцком походе (1551).
- Григорий Михайлович и Григорий Фёдорович — воеводы в Казанском (1544) и Полоцком (1551) походах.
- Кондратий Иванович — воевода в Полоцком походе (1551).
- Фёдор Дмитриевич († 1561) — боровский сын боярский, участник Казанского похода (1552), посол в Крым (1556).
- Игнатий Тимофеевич (уп. 1570) — боровский сын боярский, пожалован поместьем в Московском уезде (1550), посол к ногаям (1555), полковой воевода в Серпухове (1556), Мценске и Курмыше, полковой голова в Ливонском походе (1559), наместник в Мценске (1569).
- Афанасий Фёдорович — рында у саадака в походе (1550), подписался в приговоре думы боярской о войне с Польшей (02 июля 1566), полковой голова в походе (1576), воевода в Торопце и Чернигове.
- Злоба Фёдорович — осадный голова в Черни (1572-1576).
- Загряжский Ефрем Иванович Томило — 2-й воевода в Кокенаусе (1577), Рязани (1582).
- Алексей — воевода в Лухе (1602).
- Андрей — воевода в Стародубе-Северском (1602).
- Иов Игнатьевич — воевода в Осколе (1604) и Путивле (1605)[8].
- Алексей Фёдорович († 1617) — воевода в Верхотурье (1600-1601), Рыльске (1602), Деревянном городе на Москве у  Арбатских ворот по Никитские ворота (1609), Рыльске и Лухе (1615-1616), объезжий голова в Москве (1617).
- Загряжский Пётр Иванович — воевода в Пелыме, Курмыше, Царёво-Санчурске, Устюжне-Железнопольской (1613).
- Пётр Алексеевич (уп. 1640) — стольник, окольничий и воевода в Коломне (1626-1627), воевода передового полка в Михайлове (1636).
- Григорий Алексеевич Саврас — воевода в Большом полку в Туле и Боровске (1616-1617), воевода передового полка в Дедилове (1620), воевода Тобольске (1629-1631), участник походов (1632-1633), принял постриг (1634).
- Андрей Иванович — воевода в Белёве (1621-1622), Стародубе, Вязьме (1641-1642), Новгороде-Северском.
- Александр Владимирович — дворянин московский (1629-56), делал острог в Москве (1633), воевода в Можайске и Зарайске (1651).
- Кирилл Александрович — дворянин московский (1636-1688), воевода в Осколе (1654),  Короче (1655-1656), Прилуках 1668), Тюмени и Томске (1673-1676).
- Григорий Афанасьевич — воевода в Сапожке (1626), Себеже, Перми (1641), Соликамске (1642), Алатыре (1644-1647), объезжий голова в Москве.
- Иван Афанасьевич Полосуха († 1642) — воевода в Волокаламске (1616-1619), Романове на Волге (1620), Юрьевце (1623), Брянске (1624), Севске (1638-1641), Можайске.
- Загряжский Яков Иванович — дворянин московский, воевода в Чаронде, судья Земского и Каменного приказов.
- Максим Григорьевич — стольник (1640-1671).
- Иван Иевлевич († 1662) — воевода в Арзамасе (1640-1641), Одоеве, Вязьме (1647-1649), Смоленске (1655-1656 и 1659), осадный голова в Чернигове (1660-1662).
- Дмитрий Иванович — дворянин московский, воевода в Можайске (1645-1647).
- Яков Петрович — помещик Романовского уезда (1619), стряпчий с платьем (1627), голова у ставления сторожей в Польском походе (1654-1656), воевода в Угличе (1645 и 1664-1665), пристав у цесарских послов (1662).
- Никита Григорьевич — голова у наряда в польском походе (1654-1656), воевода в Ерошине (1661-1662).
- Владимир Игнатьевич — воевода в Великом Устюге.
- Кондратий — стольник, воевода в Галиче (1664-1665).
- Даниил Григорьевич — стольник и полковник, воевода в Красноярске (1677-1679).
- Илья Дмитриевич — воевода на Белоозере (1679-1681).
- Адриан Кириллович († 1683) — стольник.
- Павел Фёдорович — ротмистр у стольников в Азовском походе (1696).
- Степан Семёнович — стольник и поручик у стольников в Азовском походе (1696).
- Дмитрий Данилович — государев стольник и хорунжий у стольников в Азовском походе (1696)[6][9][10].
- Екатерина Петровна — жена графа Алексея Ивановича Зотова.
- Михаил Петрович (1770—1836) — секунд-майор, автор записок о военной службе[11].
- Екатерина Александровна (1798—1881) — известная красавица, жена генерала Е. Н. ТимашеваОсобняк генеральши Загряжской в Большом Толмачёвском переулке
- Степан Адрианович († 1712) — стольник, женат на Дарье Ивановне Желтухиной.
- Борис Степанович (1703-1757) — капитан 2-го ранга, женат на Анастасии Ивановне Голохвастовой.
- Александр Михайлович (1797—1883) — симбирский гражданский губернатор, тайный советник.
- Евгений Андреевич (1865—1918) — статский советник, гласный Тамбовской городской думы.
- Елизавета Александровна (1823-1898) — жена Льва Сергеевича Пушкина, брата поэта.
- Семён Адрианович — стольник (1676), воевода в Кай-городке (1678), капитан (1710), майор (1737, женат на Анне Ивановне Бегичевой.
- Иван Семёнович — капитан, женат на Феодосии Романовне Тургеневой.
- Пётр Иванович (1749—1818) — действительный статский советник, шталмейстер, директор дворцовых конских заводов.
- Пётр Петрович (1778—1849) — генерал-лейтенант, женат на баронессе Елизавете Карловне Врангель.
- Фёдор Александрович — убит на службе.
- Григорий Фёдорович — стольник (1686); о его потомстве см. разделом ниже ➤

### Загряжские из Кариана
У стольника Григория Фёдоровича Загряжского (см. выше) был сын, от которого происходит наиболее богатая и знатная ветвь рода Загряжских, владевшая имениями Загрядчина (Кариан) в Тамбовской губернии и Ярополец в Московской губернии:
- Артемий Григорьевич (1675—1754) — генерал-аншеф, казанский губернатор; женат на кнж. Анастасии Борисовне Барятинской
  - Мария Артемьевна (1722—1784), в 1-м браке за поручиком А. В. Исленьевым, во 2-м браке за бароном А. Г. Строгановым
  - Николай Артемьевич (1729—1788) — гвардии секунд-майор; женат на кнж. Анастасии Михайловне Голицыной
  - Александр Артемьевич (1715—1786) — генерал-поручик, попечитель петербургского Воспитательного дома, устроитель усадьбы Ярополец; женат на Екатерине Александровне Дорошенко
    - Екатерина Александровна, жена графа А. В. Салтыкова
    - Елизавета Александровна (1745—1831), жена барона А. Н. Строганова (1740—1789)
    - Борис Александрович (1742—1808) — капитан-поручик Измайловского полка, генерал-майор, волоколамский уездный предводитель; женат на Софье Николаевне Чоглоковой
    - Николай Александрович (1746—1821) — действительный тайный советник, обер-шенк; женат на графине Наталье Кирилловне Разумовской (1747—1837)
    - Иван Александрович (1749—1807) — генерал-поручик, владелец усадьбы Кариан; женат на Александре Степановне Алексеевой
      - Александр Иванович (1772—1813) — действительный камергер, крёстный отец Н. Н. Пушкиной
      - Софья Ивановна (1778—1851), жена графа Франсуа Ксавье де Местра (1763—1852)
      - Екатерина Ивановна (1779—1842), фрейлина, крёстная мать детей А. С. Пушкина
      - Наталья Ивановна (1785—1848), дочь от незаконного брака отца с баронессой Ульрикой фон Поссе, фрейлина, жена фабриканта Н. А. Гончарова (1787—1861), мать Натальи Пушкиной-Ланской